# Vie politique à Gassin
 (juillet 2023).
 (décembre 2016).
Vous pouvez aider à l'améliorer ou bien discuter des problèmes sur sa page de discussion.
- Il ne cite pas suffisamment ses sources. Vous pouvez indiquer les passages à sourcer avec {{référence nécessaire}} ou {{Référence souhaitée}}, et inclure les références utiles en les liant aux notes de bas de page. (Marqué depuis décembre 2018)
- Il a besoin d'un nouveau plan. (Marqué depuis décembre 2018)

- Archive Wikiwix
- Bing
- Cairn
- DuckDuckGo
- E. Universalis
- Gallica
- Google
- G. Books
- G. News
- G. Scholar
- Persée
- Qwant
- (zh) Baidu
- (ru) Yandex
- (wd) trouver des œuvres sur Wikidata

Gassin occupe une place particulière au sein des douze communes du golfe de Saint-Tropez. Son territoire, peu peuplé, son activité économique marqué par une agriculture relativement importante encore et la présence de l'usine des torpilles de Naval Group, le distinguent de ses voisins. Pourtant la vie politique gassinoise s'imbrique et subit l'influence de celle de pays du Freinet[Quoi ?] et du reste du Var.
Cette page expose les résultats des élections politiques à Gassin, qu'il s'agisse des élections locales (municipales, départementales, régionales) ou nationales (présidentielles, législatives, européennes). Elle indique aussi les résultats de référendums et des « élections primaires » des partis politiques.

## Organisation politique

### Antiquité
Peu  d’informations particulières existent concernant les premières organisations politiques de Gassin et de son secteur. C'est particulièrement le cas des première occupations humaines connues mais peu documentées au néolithique et aux époques ligures et celto-ligures. À l'âge de fer, aux lieux-dits actuels des Barri de Gassin et du Castellas, un habitat groupé existe au sein d’une enceinte fortifiée d’environ un hectare, perché à 322 mètres.
Un lien de dépendance avec l'extérieur s’installe avec la création d’Athénopolis, comptoir grec massaliotte dans le golfe de Saint-Tropez.
Aucun élément significatif ne permet de connaître précisément l’organisation du territoire après la conquête romaine. Gassin, où ont existé des villas à Pardigon et Bertaud, fit partie des premiers territoires de Gaule à passer sous domination romaine. Il appartint à la province impériale de Gaule transalpine au premier siècle avant notre ère, puis à la Gaule narbonnaise, devenue province sénatoriale, toujours de rang prétorien, en -22. Après le redécoupage effectué au IVe siècle, il est rattaché à la Provincia narbonnensis secunda, la Narbonaise deuxième. Elle dépendait du diocèse des Cinq Provinces.

### Un territoire de Provence
Les siècles suivants sont marqués par les invasions des Burgondes et des Wisigoths, dont les conséquences sur les populations et leur organisation est peu connue. Avec les Francs est créé le marquisat de Provence dans le cadre du royaume de Bourgogne-Provence de 947. Elle devient ensuite comté de Provence, avec pour capitale Arles puis Aix-en-Provence (la ville d’Arles subissant des attaques continues du comte de Toulouse, marquis de Provence), mais des frontières fluctuantes : en 1388, à la suite de la mort de la reine Jeanne, ses territoires situés à l’est du Var sont perdus, rattachés aux États de Savoie par la Dédition de Nice, aboutissant dans un premier temps aux Terres neuves de Provence puis au comté de Nice à partir de 1526. Un siècle plus tard, en 1481, le comté de Provence revient par succession au roi de France Louis XI et devient ainsi une province française.
L'impact de l’occupation du Fraxinet aux environs du Xe siècle par les Maures sur organisation politique est inconnu.
Le territoire est alors théoriquement partie du royaume de Bourgogne-Provence.

### La Révolution
La crise économique et sociale de 1789 est palpable dans les comptes-rendus du conseil municipal de Gassin au début de l’année 1789 et dans les cahiers de doléances. Les bouleversements conduisent à une réorganisation des territoires en France. Dans les mois et années qui suivent naissent les départements français.
Sous la troisième république les Gassinois votent pour conseil municipal, un conseiller général, un conseiller d’arrondissement et un député. Ces élections structurent la vie politique au village.

### Monde contemporain
Politiquement et administrativement, en 2016, Gassin fait partie de l'arrondissement de Draguignan, dépendant du département du Var dans la région Provence-Alpes-Côte d’Azur.
Depuis 2010, la commune fait partie de la quatrième circonscription du Var et, depuis la 2014, du canton de Sainte-Maxime. Elle dépendait avant cela du canton de Saint-Tropez.
Les électeurs de Gassin votent, depuis, 2014, pour des conseillers communautaires de la communauté de communes du golfe de Saint-Tropez à l’occasion des élections municipales. Le calendrier électoral est donc composé des élections municipales, départementales, régionales, législatives, présidentielle et européennes.

## Tendances politiques et résultats

### De la Révolution au Second Empire

#### La parenthèse de la municipalité cantonale de Saint-Tropez
À partir de 1795 et pour cinq ans, la Révolution supprime les municipalités de moins de 5 000 habitants, qui doivent se joindre à d'autres pour former une municipalité de canton. Les petites communes n'élisent plus qu'un représentant et un adjoint. Deux sont créées dans le golfe : une siégeant à Grimaud (réunissant Grimaud, La Garde-Freinet, Le Plan-de-la-Tour et Sainte-Maxime), l'autre à Saint-Tropez (Cogolin, Gassin, La Môle, Ramatuelle, Saint-Tropez). 
Gassin rejoint alors la municipalité cantonale de Saint-Tropez le 22 novembre 1795. Le village est représenté par Henri-François Meyrier, qui est un temps le commissaire du directoire exécutif de la nouvelle administration, puis par Germondy et Roux.
La municipalité cantonale est suspendue à plusieurs reprises et mène une vie chaotique. Elle est sujette aux divisions, aux jalousies, aux difficultés du temps, et à l’absence de qualification de certains de ses membres, avant de disparaître.

#### Le coup d'État de 1851
La fin de la Deuxième République est marquée par une importante agitation politique dans le Var. Aucune réunion n’est interdite à Gassin dans les mois qui précédent l'insurrection ; sa composition sociale semble peu propice à l’organisation politique. Au lendemain du Coup d'État du 2 décembre 1851, des Gassinois se joignent aux hommes venus de Saint-Tropez, Cogolin, Grimaud et la Garde-Freinet pour former une colonne qui se rend à Vidauban,.
Ces hommes sont, au départ de Saint-Tropez, commandés par Antoine Campdoras, chirurgien du Pingouin, navire de la marine basé à Saint-Tropez. Ils s’arrêtent à la mairie de Gassin pour y récupérer les armes qui s’y trouvent. 
Il est difficile d’évaluer la position de la population face aux volontés du futur empereur et l’importance des insurgés. Un journaliste qui leur est favorable évoque une quarantaine d’hommes pour Saint-Tropez, trois ou quatre cents pour Cogolin et Grimaud, mais pas le nombre de Gassinois, laissant à penser qu’ils sont peu nombreux. Un juge de paix évoque plus tard 80 hommes pour Cogolin, Gassin et Saint-Tropez.
Pourtant, douze personnes figurent sur la liste des victimes établie au début de la IIIe République par le gouvernement pour Gassin, contre deux pour La Môle, trois à Sainte-Maxime, cinq pour Ramatuelle, dix pour Saint-Tropez et Grimaud, trente à Cogolin et 128 à La Garde-Freinet.
Elle ne porte le nom d’aucun notable : les professions données pour les insurgés sont bouchonnier, cultivateurs et maçons.

L’échec de l'insurrection conduit à des jugements sévères sur les chefs et les troupes. L’un des participants nota a posteriori :
« Si tous les soldats et les chefs de la Révolution avaient été de la trempe des hommes alors réunis à la Garde Freinet, l’insurrection du Var eût été formidable dans ses résultats ».

### Troisième république

#### Le Var de Clemenceau

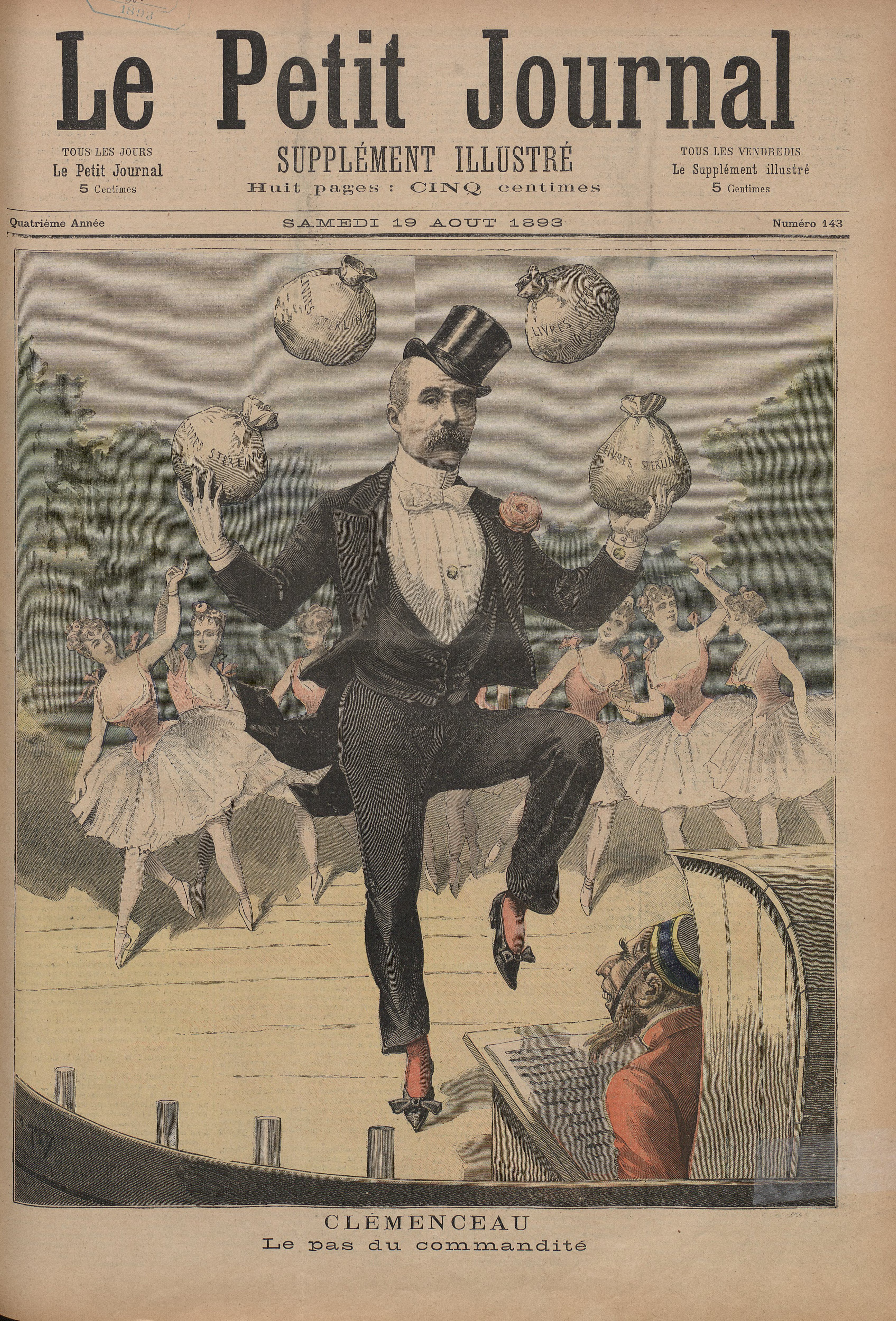
« Le pas du commandité » : Clemenceau caricaturé par Henri Meyer (Le Petit Journal, 19 août 1893).

La candidature de Georges Clemenceau en 1885 provoque l'agitation dans le Var et l'exacerbation des positions. À Gassin, le  garde-champêtre est accusé de mobiliser pour une réunion contre Clemenceau.
La campagne législative de 1893 se déroule dans un climat très tendu. L'élection intervient au moment du scandale de Panama auquel le nom de Clemenceau est rattaché par ses adversaires du fait de plusieurs liens, comme le fait que l'un des principaux coupables, Cornelius Herz, qui achetait les votes de certains députés, a été un investisseur du journal de Georges Clemenceau, La Justice. Aucun conseiller municipal de Gassin n’adhère au comité de soutien de Clemenceau, alors qu'y figurent les maires de Ramatuelle, Saint-Tropez, Grimaud, La Môle, Sainte-Maxime, ou des adjoints de Cogolin. Les réunions publiques sont agitées, y compris dans le golfe de Saint-Tropez.
Malgré le caractère national de l'élection, la participation dépasse à peine les 50 %. Le 20 août 1893, au premier tour, Clemenceau obtient 6 634 voix au niveau de l'arrondissement. Il est en tête également à Gassin, totalisant 49,6 % des suffrages exprimés, soit 5 points de plus qu'au niveau départemental, devant l'avocat Joseph-Auguste Jourdan (34,5 %).  Clemenceau, candidat étiqueté alors entre l'extrême gauche et les républicains, est le mieux placé des dix candidats. En ballottage, il est battu le 3 septembre, par 8 610 voix contre 9 503 recueillies par l'avocat Joseph Jourdan.
En 1896, c'est une liste socialiste qui l'emporte.
Entre 1904 et 1914, la municipalité est dirigée par Bertin Roubœuf. Le Parti socialiste revendique la mairie en 1912.

#### Entre-deux-guerres
L'entre-deux-guerres est politiquement celui du « Var Rouge », celui du Haut-Var paysan comme du littoral ouvrier. C’est le cas à la Seyne-sur-Mer, avec l’arsenal, et dans le golfe de Saint-Tropez, avec l’usine de torpilles de Gassin.
C’est pourtant la liste du Bloc républicain varois pour le Bloc national qui l’emporte en 1919 contre la SFIO. Les cinq candidats « nationaux » étaient Jean-Baptiste Abel, ancien député et gouverneur général de l’Algérie, Henry Aiguier, avocat, Raymond Gavoty agriculteur, Victor Reymonenq et Paul Denise. Ils affrontèrent victorieusement Pierre Renaudel vétérinaire et député sortant, Auguste Berthon et Gustave Fourment, Élie Coulomb et Étienne Gueit pour la SFIO, ainsi que trois candidats d’une liste des « Libérés et éprouvés de la Grande Guerre, bloc républicain démocratique et réalisation socialiste » (Victor Espitalier, Jean Frey et Fernand-Marius Bernard) et cinq communistes : Pierre Arnoux, Émile Collomp, Joseph Roussel, Hippolyte Pignol et Marius Doursin.
Cinq ans plus tard, dans un contexte très différent, les forces politiques qui avaient porté le Bloc républicain varois présentèrent une liste d'Union républicaine et socialiste avec trois députés sortants - Henri Aiguier, Paul Denise et Raymond Gavoty - et Victor Augagneur. Les socialistes leur opposèrent Pierre Renaudel, Victor Brémond, Hubert Carmagnolle et Auguste Reynaud et les communistes Hippolyte Collin, Louis Rey - tous deux ouvriers à l’arsenal de Toulon - Henri Aubert et Gabriel Barbaroux. Les socialistes l'emportèrent largement au niveau départemental. À Gassin, les candidats socialistes obtinrent en moyenne 131,3 voix (52,29 %) contre 108,3 (43,13 %) pour l’union républicaine et socialiste et 8,5 (3,39 %) aux communistes.
Le député sortant Auguste Reynaud fut candidat à sa propre succession en 1928. Malgré la présence de six candidats, il l’emporta après avoir obtenu à Gassin 43,01 % des voix au premier tour contre 19,7 % au radical Paul Denise, 10,41 % pour un candidat « technicien », Émile Maréchal, 9,29 % à Pierre Bonardi, juriste comme Auguste Reynaud, Paul Denise et Marc Funel - candidat socialiste indépendant totalisant à Gassin 6,69 % - et 6,32 % pour le docteur Henri Fournial. Le candidat communiste Maurice Chargnioux obtint 11 voix et 4,09 % à Gassin. 
En 1932, la SFIO conserva son siège avec l’élection d’Auguste Reynaud. Le dissident André Berthon, défenseur de nombreux syndicalistes ou communistes - il fut l’avocat de Louis Badina, l’un des mutins de la mer Noire, comme de Jacques Doriot - passé par la SFIO et la SFIC après la scission de Tours, soutenu par la droite malgré ses engagements toujours à gauche (il sera candidat quatre ans plus tard à Paris sous l’étiquette du Parti d’unité prolétarienne), battu au niveau de la circonscription, obtenait 52,85 % des voix au premier tour. Il bénéficiait notamment de sa position de conseil général du canton de Saint-Tropez et de treize années de députation. Le parti communiste présenta Jacques Sadoul malgré son échec peu avant aux élections cantonales et malgré la candidature de son ami, avocat comme lui, André Berthon. Sa candidature fut à nouveau un échec, dans la circonscription comme à Gassin (3,11 %). Joseph Chauvin « Font d’Eilenc », dissident de la SFIO, n’obtint que deux voix (1,04 %).
Des élections complémentaires se tiennent en juillet 1932. Le 14 août, Félix Ayot, fortement impliqué dans le tourisme (il préside notamment le syndicat d'initiatives de Saint-Tropez) est élu.
En 1936, le Front populaire l’emporte dans la circonscription de Draguignan, dont dépend Gassin, avec l'élection de Joseph Collomp pour la SFIO. Avec une population électorale diminuée par la perte du territoire de Cavalaire et de la Croix-Valmer, il recueillait au premier tour 35,48 % des voix contre 26,88 % à son concurrent SFIC, Antoine Foucard. L’avocat Auguste Reynaud, passé de la SFIO au Parti socialiste de France, obtenait 17,2 % quand le candidat de la droite, Georges Roy, totalisait 20,43 %,.
| Tendance politique | Tendance politique     | législatives 1919 | législatives 1919 | législatives 1919 | législatives 1924 | législatives 1924 | législatives 1924 | législatives 1928 | législatives 1928 | législatives 1928 | législatives 1932 | législatives 1932 | législatives 1932 | législatives 1936 | législatives 1936 | législatives 1936 |
| Tendance politique | Tendance politique     | #                 | %                 | +/-               | #                 | %                 | +/-               | #                 | %                 | +/-               | #                 | %                 | +/-               | #                 | %                 | +/-               |
| ------------------ | ---------------------- | ----------------- | ----------------- | ----------------- | ----------------- | ----------------- | ----------------- | ----------------- | ----------------- | ----------------- | ----------------- | ----------------- | ----------------- | ----------------- | ----------------- | ----------------- |
|                    | inscrits               |                   |                   |                   | 340               |                   |                   | 402               |                   |                   | 334               |                   |                   | 158               |                   |                   |
|                    | votants                |                   |                   |                   | 253               | 74,41             |                   | 278               | 69,15             |                   | 201               | 60,18             |                   | 96                | 60,76             |                   |
|                    | abstention             |                   |                   |                   | 87                | 25,59             |                   | 124               | 30,84             |                   | 133               | 39,82             |                   | 62                | 39,24             |                   |
|                    | blancs et nuls         |                   |                   |                   | 2                 | 0,59              |                   | 9                 | 2,24              |                   | 8                 | 2,4               |                   | 3                 | 1,9               |                   |
|                    | exprimés               |                   |                   |                   | 251               |                   |                   | 269               |                   |                   | 193               |                   |                   | 93                |                   |                   |
|                    | SFIC                   |                   |                   |                   | 8,5               | 3,39              |                   | 11                | 4,09              |                   | 6                 | 3,11              |                   | 25                | 26,88             |                   |
|                    | SFIO                   |                   |                   |                   | 131,25            | 52,29             |                   | 117               | 43,49             |                   | 83                | 43,01             |                   | 33                | 35,48             |                   |
|                    | PSDF                   |                   |                   |                   |                   |                   |                   |                   |                   |                   |                   |                   |                   | 16                | 17,2              |                   |
|                    | socialiste indépendant |                   |                   |                   |                   |                   |                   | 18                | 6,69              |                   | 102               | 52,85             |                   |                   |                   |                   |
|                    | autre socialiste       |                   |                   |                   |                   |                   |                   |                   |                   |                   |                   |                   |                   |                   |                   |                   |
|                    | divers                 |                   |                   |                   |                   |                   |                   | 28                | 10,41             |                   | 2                 | 1,04              |                   |                   |                   |                   |
|                    | PRRRS                  |                   |                   |                   |                   |                   |                   | 25                | 9,29              |                   |                   |                   |                   |                   |                   |                   |
|                    | radical                |                   |                   |                   |                   |                   |                   | 53                | 19,7              |                   |                   |                   |                   |                   |                   |                   |
|                    | républicain            |                   |                   |                   | 108,25            | 43,13             |                   | 17                | 6,32              |                   |                   |                   |                   | 19                | 20,43             |                   |
|                    | extrême droite         |                   |                   |                   |                   |                   |                   |                   |                   |                   |                   |                   |                   |                   |                   |                   |

La commune accueille un centre de propagande de l'Action française.
Ni la crise économique, ni la crise de l’agriculture, ni la présence à Gassin de l’usine des torpilles n’ont permis avant la guerre d’avancée décisive du Parti communiste qui emporte pourtant plusieurs députés.

#### Une terre de gauche
Contrairement au littoral de la région toulonnaise et aux secteurs industrialisés de Barjols, Fayence, Bargemon, Salernes ou d'autres villes du Centre-Var, où la SFIO est structurée, influencée par l’activisme syndical ouvrier, l’organisation socialiste dans le golfe de Saint-Tropez est celle d’un milieu partisan peu organisé, dépendant des élus de réseaux extra-politiques liés au monde viticole.

### Résistance et occupation
Par un décret publié dans le Journal officiel et signé par l'amiral Darlan, le conseil municipal de Gassin issu des élections de 1935 est dissous en mai 1940. Comme dans de nombreuses communes soumises à l’autorité du gouvernement de Vichy, une délégation spéciale est nommée en remplacement du conseil. Henri Montanard est nommé président de cette délégation qui n’a par ailleurs que deux autres membres : Rodolphe Perusset et Auguste Olivier. 

### Sous laVeRépublique

#### La fin du Var rouge
Comme dans la quasi-totalité des autres communes touristiques, la part des agriculteurs au conseil municipal de Gassin devient minoritaire entre 1965 en la fin des années 1970. À cette époque, les conseillers municipaux étaient majoritairement nés hors du département. Les bouleversements démographiques font partie des facteurs expliquant la déstructuration des réseaux socialistes. Le vote pour le PS et le PC chute alors de 16,7 %,.

#### Affermissement du vote Front national dans un paysage marqué par la domination de la droite
Au début du XXIe siècle, le vote de droite est largement dominant à Gassin comme dans le reste du golfe de Saint-Tropez et du Var.

##### Élections de 2012
L’élection présidentielle de 2012 confirme cet effacement de la gauche comme la prédominance de la droite. Au premier tour, le total des candidats de gauche (Nathalie Arthaud, Philippe Poutou, Jean-Luc Mélenchon, Éva Joly, François Hollande) atteint 20,62 %, à peine plus que le score de Marine Le Pen (20,44 %) et plus de deux fois moins que le total obtenu par Nicolas Sarkozy (54,6 %).
| 1,2% | 1,8% | 17,6% | 0,4% | 4% | 54,6% | 20,4% |
| ▲    |      |       |      |    |       |       |

Les élections régionales de 2015 ont montré un affermissement du vote Front national au détriment de la droite parallèlement à la poursuite de l’affaiblissement du vote pour le Parti socialiste. La liste conduite par Marion Maréchal-Le Pen a totalisé 47,32 % (+27,2 par rapport à 2010) des voix au premier tour, devançant la liste menée par Christian Estrosi (Les Républicains) de 15 points (32,09 %, -11,7) et celle du PS, sous la barre des 10% (9,96 %, -6,5). Cela représentait 494, 335 et 104 suffrages.
Ces résultats confirmaient ceux observés lors des élections précédentes (législatives de 2012 et départementales de 2015) et une tendance globalement similaire dans le Golfe.
| Tendance politique | Tendance politique   | présidentielle 1995 | présidentielle 1995 | présidentielle 1995 | présidentielle 2002 | présidentielle 2002 | présidentielle 2002 | présidentielles 2007 | présidentielles 2007 | présidentielles 2007 | présidentielle 2012 | présidentielle 2012 | présidentielle 2012 | présidentielle 2017 | présidentielle 2017 | présidentielle 2017 |
| Tendance politique | Tendance politique   | #                   | %                   | +/-                 | #                   | %                   | +/-                 | #                    | %                    | +/-                  | #                   | %                   | +/-                 | #                   | %                   | +/-                 |
| ------------------ | -------------------- | ------------------- | ------------------- | ------------------- | ------------------- | ------------------- | ------------------- | -------------------- | -------------------- | -------------------- | ------------------- | ------------------- | ------------------- | ------------------- | ------------------- | ------------------- |
|                    | inscrits             |                     |                     |                     |                     |                     |                     |                      |                      |                      |                     |                     |                     | 2124                | 100                 |                     |
|                    | votants              |                     |                     |                     |                     |                     |                     |                      |                      |                      |                     |                     |                     | 1719                | 80,9 %              |                     |
|                    | abstention           |                     |                     |                     | 672                 | 36,58 %             |                     | 291                  | 14,27 %              |                      | 329                 | 16,36 %             |                     | 405                 | 19,07%              |                     |
|                    | Blancs et nuls       |                     |                     |                     | 17                  | 0,93 %              |                     | 11                   | 0,54 %               |                      | 19                  | 0,94 %              |                     | 22                  | 1,28 %              |                     |
|                    | Extrême gauche       | 47                  | 3,66 %              |                     | 67                  | 5,84 %              | +2,18               | 52                   | 2,99 %               | -2,85                | 20                  | 1,20 %              | -1,79               | 15                  | 0,89 %              | -0,31               |
|                    | Gauche radicale (PG) |                     |                     |                     |                     |                     |                     |                      |                      |                      |                     |                     |                     | 153                 | 9,02 %              |                     |
|                    | EELV                 | 20                  | 1,56 %              |                     | 55                  | 6,1 %               | +4,54               | 24                   | 2,13 %               | -3,97                | 30                  | 1,80 %              | -0,33               |                     |                     |                     |
|                    | gauche               | 202                 | 15,73 %             |                     | 165                 | 14,37 %             | -1,36               | 217                  | 12,49 %              | -1,88                | 293                 | 17,62 %             | +5,13               | 290                 | 17,09 %             | -0,53               |
|                    | divers écologistes   | -                   | -                   | -                   | 15                  | 1,31 %              | -                   | 13                   | 0,75 %               | -0,56                | -                   | -                   | -                   |                     |                     |                     |
|                    | autres               | 2                   | 0,16 %              |                     | -                   | -                   | -                   | -                    | -                    | -                    | 6                   | 0,36 %              | -                   | 22                  | 1,29 %              | -0,93               |
|                    | centre               | -                   | -                   | -                   | 49                  | 4,27 %              | -                   | 205                  | 11,80 %              | +7,53                | 66                  | 3,97 %              | -7,83               |                     |                     |                     |
|                    | droite               | 764                 | 59,5 %              |                     | 485                 | 42,25 %             | -17,25              | 989                  | 56,94 %              | +14,69               | 908                 | 54,60 %             | -2,34               | 781                 | 46,02 %             | -8,58               |
|                    | extrême droite       | 249                 | 19,39 %             |                     | 312                 | 27,18 %             | +7,79               | 237                  | 13,64 %              | -13,54               | 340                 | 20,44 %             | +6,8                | 436                 | 25,69 %             | +5,25               |

| Tendance politique | Tendance politique                            | législatives 1997 | législatives 1997 | législatives 1997 | législatives 2002 | législatives 2002 | législatives 2002 | législatives 2007 | législatives 2007 | législatives 2007 | législatives 2012 | législatives 2012 | législatives 2012 | législatives 2017 | législatives 2017 | législatives 2017 |
| Tendance politique | Tendance politique                            | #                 | %                 | +/-               | #                 | %                 | +/-               | #                 | %                 | +/-               | #                 | %                 | +/-               | #                 | %                 | +/-               |
| ------------------ | --------------------------------------------- | ----------------- | ----------------- | ----------------- | ----------------- | ----------------- | ----------------- | ----------------- | ----------------- | ----------------- | ----------------- | ----------------- | ----------------- | ----------------- | ----------------- | ----------------- |
|                    | inscrits                                      |                   |                   |                   | 1837              | 100               |                   | 2055              | 100               |                   | 2015              | 100               |                   | 2126              | 100               |                   |
|                    | votants                                       |                   |                   |                   | 963               | 52,42             |                   | 1189              | 57,86             | +5,4              | 1071              | 53,15             | -4,7              | 882               | 41,49             | -11.66            |
|                    | abstention                                    |                   |                   |                   | 874               | 47,58             |                   | 866               | 42,14             | -5,4              | 944               | 46,85             | +4,7              | 1244              | 58,51             | +11,66            |
|                    | blancs et nuls                                |                   |                   |                   | 9                 | 0,93              |                   | 13                | 1,09              | +0,2              | 11                | 1,03              | +0,1              | 11                | 1,24              | +0,21             |
|                    | exprimés                                      |                   |                   |                   | 954               | 99,07             |                   | 1176              | 98,91             | -0,2              | 1060              | 98,97             | -0,1              | 871               | 98,75             | -0,22             |
|                    | Extrême gauche (NPA, LO, div. extrême gauche) |                   |                   |                   | 13                | 1,36              |                   | 10                | 0,85              | -0,5              | 2                 | 0,19              | -0,7              | 4                 | 0,46              | +0,27             |
|                    | Gauche radicale (PG, PC)                      |                   |                   |                   |                   |                   |                   | 18                | 1,53              |                   | 27                | 2,55              | +1                | 49                | 5,62              | +3,07             |
|                    | EÉLV et divers écologistes de gauche          |                   |                   |                   | 31                | 3,25              |                   | 28                | 2,38              | -0,9              | 192               | 18,11             | +15,7             | 15                | 1,72              | -16,39            |
|                    | PS                                            |                   |                   |                   | 151               | 15,83             |                   | 88                | 7,48              | -8,4              |                   |                   |                   |                   |                   |                   |
|                    | Divers gauche (MRC, divers gauche)            |                   |                   |                   | 6                 | 0,63              |                   |                   |                   |                   |                   |                   |                   |                   |                   |                   |
|                    | LREM                                          |                   |                   |                   |                   |                   |                   |                   |                   |                   |                   |                   |                   | 296               | 33,98             | +33,98            |
|                    | Autres                                        |                   |                   |                   | 2                 | 0,21              |                   | 7                 | 0,6               | +0,4              |                   |                   |                   | 24                | 2,75              |                   |
|                    | UDI                                           |                   |                   |                   |                   |                   |                   |                   |                   |                   | 65                | 6,13              |                   |                   |                   |                   |
|                    | LR                                            |                   |                   |                   | 501               | 52,52             |                   | 521               | 44,30             | -8,2              | 413               | 38,96             | -7,3              | 194               | 22,27             | -16,69            |
|                    | Divers droite (CPNT, MPF, divers droite)      |                   |                   |                   | 32                | 3,35              |                   | 366               | 31,12             | +27,8             | 235               | 22,17             | -9                | 94                | 11,47             | -10,7             |
|                    | Extrême droite (FN, MNR)                      |                   |                   |                   | 184               | 19,29             |                   | 57                | 4,85              | -14,4             | 191               | 18,02             | +13,2             | 195               | 22,39             | +4,37             |

#### Élection présidentielle de 2017
Les électeurs de Gassin désirant participer à la primaire française de la droite et du centre de 2016, organisée par Les Républicains, le Parti chrétien-démocrate, et le Centre national des indépendants et paysans, ont voté les 20 et 27 novembre 2016 au bureau de vote 0830419 de Saint-Tropez. François Fillon obtint au premier tour 51,2 %, devant Nicolas Sarkozy (32,7 %) et Alain Juppé (11,9 %). Au second tour, François Fillon totalisa 87,7 % et Alain Juppé 12,3 %,.
Ces résultats montrent un positionnement sensiblement différents des partisans de droite par comparaison nationale, avec une nette surreprésentation du vote pour François Fillon (7 points de plus au premier tour, 21 au second) et Nicolas Sarkozy (12 points de plus au premier tour).
Pour la Primaire citoyenne, organisée par le Parti socialiste et ses alliés (Parti radical, Génération écologie, Union des démocrates et des écologistes, Front démocrate et Parti écologiste), les Gassinois pouvaient voter dans le bureau 8300042 de Grimaud. Au premier tour, Manuel Valls recueillit 37,7 % des voix devant Benoit Hamon (33,5 %). Arnaud Montebourg totalisait 12,7 %, Vincent Peillon 6,7 %, François de Rugy 5,4 %, Sylvia Pinel 2,5 % et Jean-Luc Benhamias 1,58 %,.
Au premier tour, François Fillon a obtenu 704 voix (41,48 % des suffrages exprimés), devançant Marine Le Pen (436 voix et 25,69 %) et Emmanuel Macron (254 voix et 14,97 %). Aucun des autres candidats n’a dépassé les 10 %.
Ces résultats confirment le tropisme des électeurs de Gassin pour la droite traditionnelle, plaçant François Fillon largement en tête, 16,6 points au-dessus de la moyenne départementale, et 21,5 points au-dessus de la moyenne nationale. La candidate du Front national obtient un résultat de 4,7 point au-dessous de la moyenne du Var, mais 4,4 points au-dessus de la moyenne nationale. À gauche, les deux candidats principaux recueillent moins qu’au niveau départemental et national (-2,76 et -9,04 pour Emmanuel Macron et -6,36 et -10,56 pour Jean-Luc Mélenchon).
| |                                                  | Premier tour 23 avril 2017 | Premier tour 23 avril 2017 | Premier tour 23 avril 2017 | Premier tour 23 avril 2017 | Second tour 7 mai 2017 | Second tour 7 mai 2017 | Second tour 7 mai 2017 | Second tour 7 mai 2017 |
| |                                                  | Nombre                     | % des inscrits             | % des votants              | % des exprimés             | Nombre                 | % des inscrits         | % des votants          | % des exprimés         |
| Inscrits | Inscrits                                         | 2124                       | 100,00 %                   |                            |                            | 2124                   | 100 %                  |                        |                        |
| Votants | Votants                                          | 1719                       | 80,93 %                    | 100 %                      |                            | 1559                   | 73,40 %                | 100 %                  |                        |
| suffrages exprimés | suffrages exprimés                               | 1697                       | 79,90 %                    | 98,72 %                    | 100 %                      | 1365                   | 64,27 %                | 87,56 %                | 100 %                  |
| bulletins blancs | bulletins blancs                                 | 17                         | 0,80 %                     | 0,99 %                     |                            | 149                    | 7,02 %                 | 9,56 %                 |                        |
| bulletins nuls | bulletins nuls                                   | 5                          | 0,24 %                     | 0,29 %                     |                            | 45                     | 2,12 %                 | 2,89 %                 |                        |
| Abstentions | Abstentions                                      | 405                        | 19,07 %                    |                            |                            | 565                    | 26,60 %                |                        |                        |
| |                                                  |                            |                            |                            |                            |                        |                        |                        |                        |
| Candidat Parti politique | Candidat Parti politique                         | Voix                       | % des inscrits             |                            | % des exprimés             | Voix                   | % des inscrits         |                        | % des exprimés         |
| | Emmanuel Macron En marche !                      | 254                        | 11,96 %                    | 14,77 %                    | 14,97%                     | 701                    | 33,00 %                | 44,96 %                | 51,36 %                |
| | Marine Le Pen Front national                     | 436                        | 20,53 %                    | 25,36 %                    | 25,69 %                    | 664                    | 31,26 %                | 42,59 %                | 48,64 %                |
| | François Fillon Les Républicains                 | 704                        | 33,15 %                    | 40,95 %                    | 41,48 %                    |                        |                        |                        |                        |
| | Jean-Luc Mélenchon La France insoumise           | 153                        | 7,20 %                     | 8,9 %                      | 9,02 %                     |                        |                        |                        |                        |
| | Nicolas Dupont-Aignan Debout la France           | 64                         | 3,01 %                     | 3,72 %                     | 3,77 %                     |                        |                        |                        |                        |
| | Benoît Hamon Parti socialiste                    | 36                         | 1,69 %                     | 2,09 %                     | 2,12 %                     |                        |                        |                        |                        |
| | Jean Lassalle Résistons                          | 15                         | 0,71 %                     | 0,87 %                     | 0,88 %                     |                        |                        |                        |                        |
| | François Asselineau Union populaire républicaine | 13                         | 0,61 %                     | 0,75 %                     | 0,77 %                     |                        |                        |                        |                        |
| | Philippe Poutou Nouveau Parti anticapitaliste    | 11                         | 0,52 %                     | 0,64 %                     | 0,65 %                     |                        |                        |                        |                        |
| | Jacques Cheminade Solidarité et progrès          | 7                          | 0,33 %                     | 0,41 %                     | 0,41 %                     |                        |                        |                        |                        |
| | Nathalie Arthaud Lutte ouvrière                  | 4                          | 0,19 %                     | 0,23 %                     | 0,24 %                     |                        |                        |                        |                        |
| Sources : Site officiel du Conseil constitutionnel : Élection présidentielle 2017 Site du Ministère de l’Intérieur : Élection présidentielle 2017 |                                                  |                            |                            |                            |                            |                        |                        |                        |                        |

| NA   | PP   | JLM  | BH   | EM  | Abs.   | nu   | bl   | JC    | JL   | FF    | FA    | NDA  | MLP   |
| 0,2% | 0,5% | 7,2% | 1,7% | 12% | 19,07% | 0,2% | 0,8% | 0,33% | 0,7% | 33,2% | 0,61% | 3,1% | 20,5% |
| ▲    |      |      |      |     |        |      |      |       |      |       |       |      |       |

| EM  | Abs.  | nu   | bl    | MLP    |
| 33% | 26,6% | 7,2% | 2,12% | 31,26% |
| ▲   |       |      |       |        |

#### Européennes 2019
Lors des élections européennes, la liste du Rassemblement national arrive en tête des suffrages avec 30,12 % des suffrages exprimés, devant la liste de la République en marche (27,48 %). Les Républicains totalisent 14,3 % des voix, plus de deux fois plus de voix que la liste de Yannick Jadot arrivée en quatrième position (5,07 %), devant la liste soutenue par le Parti socialiste (4,26 %), celle de Nicolas Dupont-Aignan (3,85 %), le Parti animaliste (3,25 %) et La France insoumise (2,84 %). Aucune des autres listes ne dépasse 2 %.

|                                   | Résultats des élections européennes de 2019 à Gassin | Résultats des élections européennes de 2019 à Gassin | Résultats des élections européennes de 2019 à Gassin | Résultats des élections européennes de 2019 à Gassin | Résultats des élections européennes de 2019 à Gassin | Résultats des élections européennes de 2019 à Gassin |  |
| Liste Parti politique             | Liste Parti politique | Voix                                                 | % ins.                                               | % vot.                                               | % exp.                                               | +/-                                                  |  |
| --------------------------------- | --- | ---------------------------------------------------- | ---------------------------------------------------- | ---------------------------------------------------- | ---------------------------------------------------- | ---------------------------------------------------- |  |
| Liste Parti politique             | Liste Parti politique | Voix                                                 | % ins.                                               | % vot.                                               | % exp.                                               | +/-                                                  |  |
|                                   | Prenez le pouvoir, liste soutenue par Marine Le Pen Rassemblement national | 297                                                  | 13,68                                                |                                                      | 30,12                                                | 5,62                                                 |  |
|                                   | Renaissance soutenue par La République en marche, le MoDem et ses partenaires La République en marche, Mouvement démocrate, Agir, Mouvement radical, social et libéral et Alliance centriste | 271                                                  | 12,48                                                |                                                      | 27,48                                                | Nv.                                                  |  |
|                                   | Union de la droite et du centre Les Républicains, Les Centristes et Chasse, pêche, nature et traditions                                                                                      | 141                                                  | 6,49                                                 |                                                      | 14,30                                                | 20,78                                                |  |
|                                   | Europe Écologie Europe Écologie Les Verts, Alliance écologiste indépendante et Régions et peuples solidaires                                                                                 | 50                                                   | 2,30                                                 |                                                      | 5,07                                                 | 0,04                                                 |  |
|                                   | Envie d’Europe écologique et sociale Parti socialiste, Place publique, Nouvelle Donne et Parti radical de gauche                                                                             | 42                                                   | 1,93                                                 |                                                      | 4,26                                                 | 3,75                                                 |  |
|                                   | Le courage de défendre les Français avec Nicolas Dupont-Aignan. Debout la France ! – CNIP Debout la France et Centre national des indépendants et paysans                                    | 38                                                   | 1,75                                                 |                                                      | 3,85                                                 | 0,57                                                 |  |
|                                   | Parti animaliste Parti animaliste | 32                                                   | 1,47                                                 |                                                      | 3,25                                                 | Nv.                                                  |  |
|                                   | La France insoumise La France insoumise, Parti de gauche, Gauche républicaine et socialiste et Mouvement républicain et citoyen                                                              | 28                                                   | 1,29                                                 |                                                      | 2,84                                                 | Nv.                                                  |  |
|                                   | Ensemble pour le Frexit Union populaire républicaine | 17                                                   | 0,78                                                 |                                                      | 1,72                                                 | 1,26                                                 |  |
|                                   | Les Européens Union des démocrates et indépendants, Force européenne démocrate et La Gauche moderne                                                                                          | 15                                                   | 0,69                                                 |                                                      | 1,52                                                 | Nv.                                                  |  |
|                                   | Urgence écologie Génération écologie, Mouvement écologiste indépendant et Mouvement des progressistes                                                                                        | 14                                                   | 0,64                                                 |                                                      | 1,42                                                 | Nv.                                                  |  |
|                                   | Pour l’Europe des gens, contre l’Europe de l’argent Parti communiste français et République et socialisme                                                                                    | 13                                                   | 0,60                                                 |                                                      | 1,32                                                 | Nv.                                                  |  |
|                                   | Liste citoyenne du Printemps européen avec Benoît Hamon soutenue par Génération.s et DéME-DiEM25 Génération.s                                                                                | 11                                                   | 0,51                                                 |                                                      | 1,12                                                 | Nv.                                                  |  |
|                                   | Ensemble Patriotes et Gilets jaunes : pour la France, sortons de l’Union européenne ! Les Patriotes                                                                                          | 6                                                    | 0,28                                                 |                                                      | 0,61                                                 | Nv.                                                  |  |
|                                   | Lutte ouvrière – contre le grand capital, le camp des travailleurs Lutte ouvrière | 5                                                    | 0,23                                                 |                                                      | 0,51                                                 | 0,29                                                 |  |
|                                   | Les oubliés de l’Europe – artisans, commerçants, professions libérales et indépendants – ACPLI Coordination nationale des indépendants                                                       | 4                                                    | 0,18                                                 |                                                      | 0,41                                                 | Nv.                                                  |  |
|                                   | Alliance jaune, la révolte par le vote Sans étiquette | 1                                                    | 0,05                                                 |                                                      | 0,1                                                  | Nv.                                                  |  |
|                                   | Espéranto – langue commune équitable pour l’Europe Europe Démocratie Espéranto | 1                                                    | 0,05                                                 |                                                      | 0,1                                                  | 0,1                                                  |  |
|                                   | Parti pirate Parti pirate | 0                                                    |                                                      |                                                      |                                                      | =                                                    |  |
|                                   | Union pour une Europe au service des peuples Union des démocrates musulmans français | 0                                                    |                                                      |                                                      |                                                      | Nv.                                                  |  |
|                                   | Parti fédéraliste européen – Pour une Europe qui protège ses citoyens Parti fédéraliste européen                                                                                             | 0                                                    |                                                      |                                                      |                                                      | 0,22                                                 |  |
|                                   | Décroissance 2019 Parti pour la décroissance | 0                                                    |                                                      |                                                      |                                                      | 0,03                                                 |  |
|                                   | Allons enfants Allons enfants, le parti de la jeunesse | 0                                                    |                                                      |                                                      |                                                      | Nv.                                                  |  |
|                                   | À voix égales Sans étiquette | 0                                                    |                                                      |                                                      |                                                      | Nv.                                                  |  |
|                                   | PACE – Parti des citoyens européens Parti des citoyens européens | 0                                                    |                                                      |                                                      |                                                      | Nv.                                                  |  |
|                                   | Mouvement pour l’initiative citoyenne Mouvement pour l’initiative citoyenne | 0                                                    |                                                      |                                                      |                                                      | Nv.                                                  |  |
|                                   | Union démocratique pour la liberté, égalité, fraternité (UDLEF) Union démocratique pour la liberté, égalité, fraternité                                                                      | 0                                                    |                                                      |                                                      |                                                      | Nv.                                                  |  |
|                                   | Liste de la reconquête Dissidence française | 0                                                    |                                                      |                                                      |                                                      | Nv.                                                  |  |
|                                   | Une France royale au cœur de l’Europe Alliance royale | 0                                                    |                                                      |                                                      |                                                      | =                                                    |  |
|                                   | Démocratie représentative La révolution est en marche | 0                                                    |                                                      |                                                      |                                                      | Nv.                                                  |  |
|                                   | Évolution citoyenne Sans étiquette | 0                                                    |                                                      |                                                      |                                                      | Nv.                                                  |  |
|                                   | La ligne claire Parti de l’in-nocence et Souveraineté, identité et libertés | 0                                                    |                                                      |                                                      |                                                      | Nv.                                                  |  |
|                                   | Parti révolutionnaire Communistes Parti révolutionnaire Communistes | 0                                                    |                                                      |                                                      |                                                      | =                                                    |  |
|                                   | Neutre et actif Sans étiquette | 0                                                    |                                                      |                                                      |                                                      | Nv.                                                  |  |
|                                   | |                                                      |                                                      |                                                      |                                                      |                                                      |  |
| Suffrages exprimés                | Suffrages exprimés | 986                                                  | 45,42                                                | 97,62                                                | 100                                                  |                                                      |  |
| Votes blancs                      | Votes blancs | 12                                                   | 0,55                                                 | 1,19                                                 | -                                                    |                                                      |  |
| Votes nuls                        | Votes nuls | 12                                                   | 0,55                                                 | 1,19                                                 | -                                                    |                                                      |  |
| Votants                           | Votants | 1010                                                 | 46,52                                                | 100                                                  | -                                                    |                                                      |  |
| Abstentions                       | Abstentions | 1161                                                 | 53,48                                                | -                                                    | -                                                    |                                                      |  |
| Total                             | Total | 2171                                                 | 100                                                  | -                                                    | -                                                    |                                                      |  |
| Source : ministère de l’Intérieur | |                                                      |                                                      |                                                      |                                                      |                                                      |  |

| Ext. g | LFI | PS + GS | EELV + PA + UE | LAREM | Abs. | N   | B   | Autres | UDI | LR  | DLF | UPR | RN  |
| 0,8    | 1,3 | 2,4     | 4,4            | 12,5  | 53,5 | 0,6 | 0,6 | 0,4    | 0,7 | 6,5 | 1,8 | 0,8 | 13, |
| ▲      |     |         |                |       |      |     |     |        |     |     |     |     |     |

## Élections municipales
En 1977, la liste du maire sortant René-Jean Chapelle, avocat et vigneron, maire depuis 1960, est battue par celle conduite par Robert Dho, dénommée « Gassin d’abord ». Il est réélu lors des élections suivantes en 1983, 1989, 1995 et 2001.
En 2008, les élections se déroulent au scrutin majoritaire plurinominal à deux tours, avec panachage. Les 23 candidats de la liste « Gassin d’abord » sont élus.
En 2014, la liste divers droite de la majorité sortante, sous la bannière « Gassin d’abord », conduire par l’adjointe aux Finances Anne-Marie Waniart, obtient la majorité des suffrages. La liste adversaire, menée par Damien Rey-Brot, étiquetée UDI. La liste Waniart emporte 18 sièges, contre 5 pour la liste adverse. 
Représentation graphique du premier tour sur l’ensemble des 2178 inscrits :
| UDI      | Abs.  | B/N  | DVD      |
| 28,8 %   | 33,29 | 2,02 | 35,81 %  |
| 629 voix | 725   | 44   | 780 voix |

En 2020, la maire sortante Anne-Marie Waniart se représente comme tête de la liste intitulée, toujours dénommée « Gassin d’abord »,. Seule candidate en liste, elle est assurée d'être réélue.
Dans le contexte de la pandémie de coronavirus, l’élection est marquée par un fort taux d’abstention de 65,82 %, en forte hausse par rapport à 2014 (+. Tous les candidats de la liste dirigée par le maire sortant, sans adversaire, sont élus.

### Résultats
| | Anne-Marie Waniart | DVD            | 1 091* | 52,30 | 82,03 | 23 |  |  |
| |                    |                |        |       |       |    |  |  |
| |                    |                |        |       |       |    |  |  |
| Inscrits                                                                                               | Inscrits           | Inscrits       | 2 086  | 100   | 100   |    |  |  |
| Abstentions                                                                                            | Abstentions        | Abstentions    | 756    | 36,24 | 36,24 |    |  |  |
| Votants                                                                                                | Votants            | Votants        | 1 330  | 63,76 | 63,76 |    |  |  |
| Blancs et nuls                                                                                         | Blancs et nuls     | Blancs et nuls | 31     | 1,49  | 2,33  |    |  |  |
| Exprimés                                                                                               | Exprimés           | Exprimés       | 1 409  | 62,27 | 97,67 |    |  |  |
| * Moyenne des voix obtenues par chaque candidat de la liste. Plus haut score : 1 117, plus bas : 1 033 |                    |                |        |       |       |    |  |  |

|                | Anne-Marie Waniart | DVD            | 780   | 35,81 | 55,35 | 18 | 2 |  |  |
|                | Damien Rey-Brot    | UDI            | 629   | 28,87 | 44,64 | 5  | 1 |  |  |
|                |                    |                |       |       |       |    |   |  |  |
| Inscrits       | Inscrits           | Inscrits       | 2 178 | 100   | 100   |    |   |  |  |
| Abstentions    | Abstentions        | Abstentions    | 725   | 33,29 | 33,29 |    |   |  |  |
| Votants        | Votants            | Votants        | 1 453 | 66,71 | 66,71 |    |   |  |  |
| Blancs et nuls | Blancs et nuls     | Blancs et nuls | 44    | 2,02  | 3,03  |    |   |  |  |
| Exprimés       | Exprimés           | Exprimés       | 1 409 | 64,69 | 96,97 |    |   |  |  |

d
| Tête de liste | Tête de liste      | Liste       | Premier tour | Premier tour | Premier tour | Sièges | Sièges |  |
| Tête de liste | Tête de liste      | Liste       | Voix         | %            | %            | CM     | CC     |  |
| ------------- | ------------------ | ----------- | ------------ | ------------ | ------------ | ------ | ------ |  |
|               | Anne-Marie Waniart | DVD         | 661          | 100,00       | 30,70        | 23     | 2      |  |
|               |                    |             |              |              |              |        |        |  |
| Inscrits      | Inscrits           | Inscrits    | 2 153        | 100,00       | 100,00       |        |        |  |
| Abstentions   | Abstentions        | Abstentions | 1 417        | 65,82        | 65,82        |        |        |  |
| Votants       | Votants            | Votants     | 736          | 34,18        | 34,18        |        |        |  |
| Blancs        | Blancs             | Blancs      | 33           | 1,53         | 4,48         |        |        |  |
| Nuls          | Nuls               | Nuls        | 42           | 1,95         | 5,71         |        |        |  |
| Exprimés      | Exprimés           | Exprimés    | 661          | 30,70        | 89,81        |        |        |  |

## Résultats électoraux

### Plébiscite de 1870
Les électeurs gassinois validèrent largement le Plébiscite du 8 mai 1870. Avec un taux de participation de 80 %, le oui totalisa 88,5 % des suffrages contre 11,5 % au non.
Le soutien à la politique libérale de Napoléon III était nettement supérieur à Gassin que dans le reste du pays du Freinet (72,6 % de participation et 74,9 % de oui) et plus que dans le reste du Var (68,4 % de participation et 60,5 % de oui).
| Non : 22 (11,52 %) |  |  | Oui : 169 (88,48 %) |
| ▲                  |  |  |                     |

### Union européenne
Les deux consultations sur l’Union européenne aboutirent à des résultats très différents en 1992, où les électeurs exprimèrent un net rejet, contrairement au vote national, et 2005, où les Gassinois se prononcèrent en faveur du traité constitutionnel, contrairement au vote national.
Les Gassinois votèrent massivement contre le traité de Maastricht le 20 septembre 1992, plus qu’au niveau départemental et nettement plus qu’au niveau national qui vit la victoire du « oui ». Avec un taux de participation de 65,54 %, le « non » totalisa à Gassin 618 suffrages (64,44%) contre 341 au « oui »,.
| Non : 618 (64,44 %) |  |  | Oui : 341 (35,56 %) |
| ▲                   |  |  |                     |

À l’inverse, le 29 mai 2005, lors du référendum sur la constitution européenne, le « oui » obtint 50,57 % contre 49,43 % au « non » dans un scrutin où participation atteint 64,83 %, des résultats inverses à ceux obtenus au niveau départemental et national,.
| Non : 567 (49,43 %) |  |  | Oui : 580 (50,57 %) |
| ▲                   |  |  |                     |

### Quinquennat
Lors du référendum sur le quinquennat présidentiel, le vote des Gassinois fut sensiblement différent de celui des Provençaux comme des Français. Le « Oui » l’emporta avec 67,37 % des suffrages exprimés contre 32,62 % (206 voix contre 71). Au niveau départemental, le « Oui » totalisa 70,54 %, un score atteignant 73,21 pour le reste de la France. Ce scrutin fut marqué à Gassin par une très forte abstention de 79,44 %, nettement plus prononcée qu’au niveau du Var (71,56 %) que du pays (69,81 %).
| Non : 71 (32,62 %) |  |  | Oui : 206 (67,37 %) |
| ▲                  |  |  |                     |

### Ouvrages généraux
- Colette Peirugues, Gassin. Au fil du temps..., Millau, Gassin, Mairie de Gassin, 1994, 188 p.  (ISBN 2-9508428-0-1)

### Antiquité
- M. Gayraud, « Le proconsulat de Narbonnaise sous le Haut-Empire », Revue des études anciennes, 72, 1970.
- Ella Hémon, « Le problème des sources de la conquête de la Gaule Narbonnaise », Dialogues d’histoire ancienne, 1978, p.  135-169.

### Moyen Âge
- René Poupardin, Le royaume de Provence sous les Carolingiens (855-933), É. Bouillon, 1901.
- Frédéric Charles Jean Gingins de la Sarraz, Mémoires pour servir à l’histoire des royaumes de Provence et de Bourgogne jurane, Lausanne, 1851.

### De la Révolution àIIeRépublique
- Maurice Agulhon, La République au village : les populations du Var, de la Révolution à la Seconde République, Paris, Plon, 1970.
- Maurice Agulhon, « Le Rôle politique des artisans dans le département du Var de la Révolution à la Deuxième République », in Colloque d’histoire sur l’artisanat et l’apprentissage, éd. Ophrys, 1965, Publications des annales de la faculté des lettres Aix-en-Provence.
- L’Apprentissage du suffrage universel dans le département du Var (1830-1851), Archives départementales (Service éducatif).

### Du Second empire à la Troisième République

#### Généralité
- Jacques Girault, Jean-Marie Guillon et Ralph Schor, Le Var de 1914 à 1944, C.N.D.P., C.R.D.P. Nice, s.l.n.d., 247 p.
- Jacques Girault, « Une Typologie socio-politique dans les années 1930 : l’exemple du département du Var », in Histoire & Mesure, 1992, VII-3/4, 281-296.

#### Personnalités politiques
- Galfré Charles, Le Tigre en Provence. Georges Clemenceau l’élu du Var, préface d’André Wormser, Edisud, 1991, 237 p.
- Guillon Jean-Marie, De Flaissières à Deferre. Les élites en Provence, 1999, pages 27 à 269.
- Georges Jocelyne, Les Maires dans le département du Var de 1800 à 1940, Thèse d’État, Université de Paris I, 1987, 1043 pages.
- Leroy André, Les Sénateurs du Var sous la troisième République, Imprimerie du Sud-Est, Toulon, 1969, 11 pages (extrait du bulletin de l’Académie du Var).

#### 1851
- Noël Blache, Histoire de l’insurrection du Var en décembre 1851, Paris, Le Chevalier, 1869.
- Henri Michel, Le Var sous la 2e république : du lendemain des journées de février à la veille du coup d’État, recherches des causes de l’Insurrection, s.n, s.d.
- Yannick Rossignol, Les insurgés varois de 1851 à travers leur indemnisation, Mémoire de Maîtrise, Université de Nice-Sophia-Antipolis, 2002.

#### La gauche
- Compère-Morel, Encyclopédie socialiste, syndicale et coopérative de l’Internationale ouvrière, 1872-1941, Paris, A. Quillet, vol. XII, 1912, 618 pages. (notamment pages 25 et suivantes) (lire en ligne)
- Jacques Girault, « À la recherche du Var rouge, de l’insurrection de décembre 1851 au Front populaire », Cahiers de la Méditerranée, 7 du 3 décembre 1973.
- Jacques Girault, Le Var rouge : les Varois et le socialisme de la fin de la Première guerre mondiale au milieu des années 1930, Paris, Publications de la Sorbonne, 1995.
- Jacques Girault, Les Varois et le socialisme, 1920-1935, Thèse d’État sous la direction de Maurice Agulhon, Université de Paris I, dix tomes, 2870 pages.
- Jacques Girault, « Cercles, socialisme et Var rouge entre les deux guerres », Ed. du C.T.H.S., Cultures et folklores républicains, 1995, pages 83 à 95.
- Jacques Girault, « Société et socialisme : l’exemple du département du Var dans l’entre-deux-guerres », L’Information historique, Armand Colin, vol.53/1, 1991.
- Jacques Girault, « Parti communiste et électorat : l’exemple du Var en 1936 », in Sur l’Implantation du PCF dans l’entre-deux-guerres, Éd. sociales, 1977 .
- Pierre Luciani, Les Élections législatives dans le Var de 1906 à 1924 et la suprématie au sein de la gauche, mémoire de maîtrise, section histoire, Faculté de Nice, 1975, 3 volumes, 166 pages.
- Yves Rinaudo, « Une Sensibilité politique de gauche : le Var rural au début du XXe siècle », Provence historique, fasc. 130, T. 132, 1982.
- Frédéric Sawicki, Les Réseaux du Parti socialiste. Sociologie d’un milieu partisan, Belin, 1997, collection «Socio-histoires», 329 pages.

#### Économie & société
- Gschwind Alain, Problèmes sociaux de l’agriculture varoise de 1929 à 1940, mémoire de maîtrise, Université de Nice, 176 pages.
- Rigord Marie-Hélène, Le Front populaire et la vie rurale dans le Var, mémoire de maîtrise, Faculté de Nice, 1972, 127 p.
- Rinaudo Yves, Les vendanges de la république, les paysans du Var à la fin du XIXe siècle, Lyon, Presse Universitaire de Lyon, 1982.

### Résistance et Collaboration
- Jean-Marie Guillon, La Résistance dans le Var. Essai d’histoire politique, thèse d’État, Université de Provence, Aix, 1989, 3 tomes.
- Jean-Marie Guillon, « 1940 : le Var rouge dans la vague blanche », in Revue d’histoire du XXe siècle, octobre-décembre 1990.

### VeRépublique

#### Généralités
- Nicole Amphoux, Mutations foncières et changements de la représentation dans les communes de l’est varois, thèse de troisième cycle d’aménagement urbain, Aix-en-Provence, 1980.
- Bertrand Bovio, Géographie électorale et vie politique du Var entre 1958 et 1988, DEA, Université de Nice, s.n, 1989.

#### Droite
- Marc-René Bayle, Les droites à Toulon (1958-1994), 3 volumes, Thèse de doctorat, Université d’Histoire d’Aix-Marseille I, 2001.

#### Affaires et corruption
- José Lenzini, Arreckx : sénateur et parrain ?, [Toulon], Plein Sud, 1995.